# John Way
John Way (1921 à Shanghai en Chine - 2012) est un peintre américain d'origine chinoise.

## Biographie
John Way a été élève du célèbre calligraphe Li Zhongquian, également appelé Lee Zhong Chyan (1881-1956). Excellant dans ce domaine, dès l’âge de 16 ans, il fait sa première exposition personnelle dans sa ville natale. En 1949, il quitte le continent pour s’installer sept années à Hong Kong. Au Hong Kong Art Club, il pratique la peinture occidentale d’après modèles vivants. John Way émigre aux États-Unis avec sa famille en 1956, où il vivra jusqu'à sa mort.
Dès 1965, il est exposé à l’Institut d’art contemporain de Boston dans l’exposition Painting without a Brush au côté d’artistes de renom tels Nicolas de Staël, Jackson Pollock ou encore Andy Warhol, etc.
Son travail doit être relié à celui de Franz Kline mais aussi de Jackson Pollock. Largement exposée et collectionnée aux États-Unis, son œuvre est consacrée, en 2001, par le musée des Beaux-Arts de Shanghai qui présente une grande rétrospective. Du contraste entre l’enseignement traditionnel qu’il a reçu et la peinture occidentale, John Way dira « l’expressionnisme abstrait est le point de rencontre entre l’Est et l’Ouest ». Pionnier de l'abstraction, John Way a été un acteur incontournable de l'évolution de la peinture chinoise. 

Il décède en 2012.

## Expositions personnelles (sélection)
- 2010 Galerie Art Vim, Pékin, Chine (90-Year Retrospective of Chinese- American Artist John Way)
- 2006 Académie des Arts d’Honolulu, Hawaï, États-Unis (Order from Disorder: The Ancient Art of Chinese Calligraphy and Abstract Expressionism by John Way)
- Alisan Fine Arts, Hong Kong, Chine
- 2003 Alisan Fine Arts, Hong Kong, Chine
- 2001 Musée d’art de Shanghai, Shanghai, Chine (Retrospective – 80 years of painting)
  - Alisan Fine Arts, Hong Kong, Chine
  - Galerie New Age, Taïwan
- 1994 Galerie On The Rim, San Francisco, Californie, États-Unis
- 1991 Galerie nationale Dor Yuen, Shanghai, Chine
- 1984 The Academy Gallery, Academy of Art College, San Francisco, Californie, États-Unis
- 1981 Musée National d’Histoire, Taipei, Taïwan
- 1977 Galerie Sevrugian & Bahls, Heidelberg, Allemagne
- 1976 Galerie Rubicon, Los Altos, Californie, États-Unis
- 1970 Galerie Joan Peterson, Boston, Massachusetts, États-Unis
- 1968 Centre Stratton, Massachusetts Institute of Technology (MIT), Boston, États-Unis
- 1967 Galerie Joan Peterson, Boston, Massachusetts, États-Unis
- 1963 Galerie Joan Peterson, Boston, Massachusetts, États-Unis
- 1960 Galerie Nexus, Boston, Massachusetts, États-Unis
- 1946 Art Gallery of China, Shanghai, Chine
- 1937 Galerie Sun, Shanghai, Chine

## Expositions de groupe majeures
- 1985 Salon des Nations, Paris
- 1975 The American Painters in Paris, Paris, France
- 1969 Institut d’art contemporain, Boston, Massachusetts, États-Unis.
- 1968 DeCordova Museum, Lincoln, Massachusetts, États-Unis
- 1965 Institute d’art contemporain, Boston, Massachusetts, États-Unis (Painting without a Brush : Group show which included  Nicolas de Staël, Jackson Pollock, Hans Hartung, John Chamberlain, Asger Jorn, Jean-Paul Riopelle, Jean Tinguely, Andy Warhol, etc.)

## Collections publiques
- Université Stanford, musée Iris et Gerald Cantor, centre d’art visuel, Stanford, Californie, États-Unis
- Pacific Asia Museum, Pasadena, Californie, États-Unis
- Musée des Beaux-Arts, San Franscico, Californie, États-Unis

## Catalogue
- John Way. Shanghai Art Museum, Shanghai, Chine. 2001.